# Canelas (Estarreja)
Canelas is een plaats (freguesia) in de Portugese gemeente Estarreja en telt 1486 inwoners (2001).